# For All Kings
For All Kings es el undécimo álbum de estudio de la banda de thrash metal Anthrax, que fue lanzado el 26 de febrero de 2016 por Megaforce y Nuclear Blast. Es el primer álbum de estudio de la banda que tiene a Jonathan Donais en la guitarra, en sustitución de Rob Caggiano. La portada del álbum fue hecho por Alex Ross, que tenía su tercera colaboración consecutiva con la banda, convirtiéndose en el artista que ha trabajado más tiempo con Anthrax.

## Antecedentes
En enero de 2013, el guitarrista Rob Caggiano unió Volbeat y fue reemplazado por Jon Donais de Shadows Fall. La grabación comenzó a finales de 2014 con el productor Jay Ruston en un estudio en Los Ángeles. Algunas 15-20 canciones fueron escritas durante las sesiones, lo que la banda considera su período más productivo. "Soror Irrumator", una canción programada para aparecer en el álbum, se presentó en el segundo volumen de la captura del Trono mixtape . Un video lírico de la canción "Evil Twin", fue lanzado en octubre de 2015, y varios días más tarde, el título del álbum fue anunciado. La fecha de lanzamiento del álbum y la portada se revelaron los siguientes meses. La obra, creada por Alex Ross en una sugerencia por el baterista Charlie Benante, muestra estatuas masivas de los miembros de la banda.

## Lista de canciones
| N.º | Título                 | Duración |  |
| 1.  | «You Gotta Believe»    | 7:32     |  |
| 2.  | «Monster at the End»   | 3:55     |  |
| 3.  | «For All Kings»        | 5:00     |  |
| 4.  | «Breathing Lightning»  | 6:33     |  |
| 5.  | «Suzerain»             | 4:53     |  |
| 6.  | «Evil Twin»            | 4:40     |  |
| 7.  | «Blood Eagle Wings»    | 7:53     |  |
| 8.  | «Defend Avenge»        | 5:13     |  |
| 9.  | «All of Them Thieves»  | 5:14     |  |
| 10. | «This Battle Chose Us» | 4:53     |  |
| 11. | «Zero Tolerance»       | 3:48     |  |

## Créditos
Anthrax
- Scott Ian - guitarra rítmica y coros
- Charlie Benante - batería y guitarra
- Joey Belladonna - voz
- Frank Bello - bajo y coros
- Jonathan Donais - guitarra líder